# 万行遺跡
万行遺跡（まんぎょういせき）は、石川県七尾市万行町にある、古墳時代を中心とする複合遺跡である。2003年（平成15年）8月27日に国指定の史跡に指定された。

## 概要
万行遺跡は能登半島の中ほどの東側、日本海が入り込む七尾湾を望む標高6-10メートルの台地上に所在し、縄文時代から近世へと続く複合遺跡として形成された。この遺跡で特に重要な遺構群が形成された古墳時代には、この台地の近くまで海が入り込んでいたと推測される。古代の七尾湾には能登の国津である香嶋津が置かれ、日本海側の海運上、重要な位置にあったことが示唆される地域である。
この台地に土地区画整理事業の計画がおこったことから、七尾市教育委員会は1998年（平成10年）度から発掘調査を進めてきた。その結果、弥生時代中期以降の竪穴建物跡や古墳時代前期の大型掘立柱建物をはじめとする数多くの遺構、遺物を検出した。
注目されるのは、台地北端で、その東側に入り込んだ谷に面して確認された古墳時代前期の巨大な掘立柱建物跡である。柱穴は平面が方形に近い形あるいは楕円形を呈しており、規模は長軸で1メートル、深さ1.5メートル前後、柱間隔は平均すると4.3メートルになる。こうした柱穴が東西17.2メートルの間に6基、南北44メートルの間に11基、合計60基ほどが検出された。その東側にもほぼ同じ規模と配列の柱穴群を確認しており、西の建物から東の建物へと建替があったことも判明した。柱穴の配列状況から、1時期に3棟からなる倉庫群であったとする見解と、1棟の祭殿であったとする見解がある。倉庫群とすれば、東側に庇状のものがつく、梁間2間、桁行4間で床面積約150平方メートルのもの2棟と、梁間4間、桁行4間で床面積約320平方メートルのもの1棟で構成されたことになる。
建物の周囲には、軸を同じくする2条の溝からなる区画施設も存在し、区画内部には広場も存在した。区画施設の周辺にも竪穴建物跡を検出しており、掘立柱建物群に関わる施設の一部であったと見なされる。なお、この時期の遺物は少なく、掘立柱建物群の性格を考える上で興味深い。
大型掘立柱建物群の廃絶後には、幅1.2メートル、深さ0.5メートルの溝により、一辺22メートルの方形区画が作られている。溝の東側中央部は途切れており、この部分が出入り口であったとみられる。区画の内部には掘立柱建物の存在が推定でき、祭場あるいは居館といった機能が考えられる。
万行遺跡では、古墳時代前期の大型掘立柱建物群と方形区画が確認され、中でも掘立柱建物群は古墳時代としては類例のない巨大なものである。その性格については検討の余地が残されているが、倉庫群とした場合、南北に3棟が整然と並ぶことになり、これまで古墳時代中期に知られていた建物配置が、前期までさかのぼることになる。いずれにしても、規模からみて能登地域を越えた政治勢力が関わった可能性も示唆され、古墳時代の政治状況や社会を知る上で極めて重要であるとともに、建物規模は建築史的にも貴重である。